# Marcelo Lara Gros
Guillermo Marcelo Lara Gros (n. San Ramón de la Nueva Orán, 12 de agosto de 1957) es un abogado y político argentino. Se desempeñó como Intendente de San Ramón de la Nueva Orán entre los años 2007 y 2019.

## Biografía
Guillermo Marcelo Lara Gros nació en la ciudad norteña de San Ramón de la Nueva Orán el 12 de agosto de 1957. Estudió abogacía, está casado con María Pérez Alsina y tiene cinco hijos, entre ellos Baltasar Lara Gros.
Es miembro del Partido Renovador de Salta en donde desempeñó distintos cargos como secretario del partido a nivel provincial o presidente del comité del Departamento Orán.
En el año 2003 es electo diputado provincial de Salta, ingresando a la Cámara de Diputados de la Provincia de Salta y en el año 2007, en el frente que impulsaba a Juan Manuel Urtubey como gobernador, ganó la intendencia de San Ramón de la Nueva Orán por primera vez sucediendo entonces al exdiputado nacional e intendente saliente Eliseo "Coco" Barberá. Fue reelegido en el año 2011.
En el 2013 su afiliación al PRS fue suspendida por inconducta partidaria, al haber apoyado al gobernador Urtubey que había roto relaciones con el partido presidido por Andrés Zottos. Ese mismo año su hijo Baltasar Lara Gros se presentaría como candidato a diputado provincial y lograría una banca en la Cámara de Diputados de la Provincia de Salta.
En 2015 busca su tercera renovación de mandato dentro del frente Justicialista Renovador que impulsaba la candidatura a gobernador de Urtubey. En las PASO el frente que integraba Lara Gros lograría 15.849 votos entre sus cuatro precandidatos superando al candidato del frente Romero+Olmedo pero en votos individuales el candidato opositor ganaría en la categoría. En las elecciones generales Lara Gros renovaría su mandato como intendente de la ciudad capital del departamento con un total de 17.821 votos que representaban el 48,03% de los votos válidos.
Sus mandatos como intendente se vieron surcados por crisis sanitarias debido a las epidemias de dengue del 2009, 2013 y 2016. Los hospital de Orán se veían colapsados y se recriminaba la falta de inversión en salud pública. En su intendencia también habría otras polémicas como el uso de dinero de la municipalidad de Orán para movilizar docentes gremialistas adeptos a Patricia Argañaraz a la reunión en donde se trataba su destitución.
En 2019 no buscaría un cuarto mandato al frente del municipio sino que sería candidato a senador nacional por el frente Unión por Salta que impulsaba la candidatura presidencial de Roberto Lavagna con su compañero de fórmula Juan Manuel Urtubey. En las elecciones generales obtendría 82.577 votos que representaban el 12,17% de los votos válidos, un retroceso si se compara los resultados con las PASO en donde había obtenido el 18,67% de los votos. Marcelo no conseguiría ninguna banca ya que los escaños por la mayoría serían para Sergio Leavy y Nora Giménez del Frente de Todos y el de la minoría sería para Juan Carlos Romero de Juntos por el Cambio.